# دانيال ماكدونالد (مصارع رياضي)
دانيال ماكدونالد هو مصارع رياضي كندي، ولد في 1909 في تورونتو في كندا، وتوفي في 10 أكتوبر 1979.

## وصلات خارجية
- دانيال ماكدونالد على موقع أوليمبيديا (الإنجليزية)